# روبن زوارتجينز
روبن زوارتجينز (بالهولندية: Robin Zwartjens)‏ (17 مارس 1998 بدلفت في هولندا - ) هو لاعب كرة قدم هولندي في مركز الدفاع.

## روابط خارجية
- روبن زوارتجينز على موقع قاعدة بيانات كرة القدم.إي يو (الإنجليزية)
- روبن زوارتجينز على موقع Soccerway.com (الإنجليزية)
- روبن زوارتجينز على موقع عالم كرة القدم.نت (الإنجليزية)